# Second City derby
La rivalité entre Aston Villa et Birmingham City, se réfère à l'antagonisme entre les principaux clubs de football de Birmingham, en Angleterre. Il s'agit de la deuxième ville la plus peuplée du pays ainsi les confrontations entre les deux équipes portent le surnom de Second City derby (français : Derby de la seconde ville).
Les deux équipes se considèrent mutuellement comme le rival le plus sérieux bien qu'elles partagent dans une moindre mesure une rivalité locale avec l'autre équipe des Midlands de l'Ouest, West Bromwich Albion (WBA), basé à West Bromwich et situé à 8 kilomètres de Birmingham. La rivalité inhérente au Second City derby existe sans discontinuité hormis de 1988 à 2002 où les deux clubs ne se rencontrent pas une seule fois du fait qu'ils évoluent dans des divisions différentes. Durant cette période, Aston Villa a tendance à établir une rivalité avec Coventry City FC et Birmingham City avec West Bromwich Albion et Wolverhampton Wanderers.

## Histoire

### Antérieure à 1992

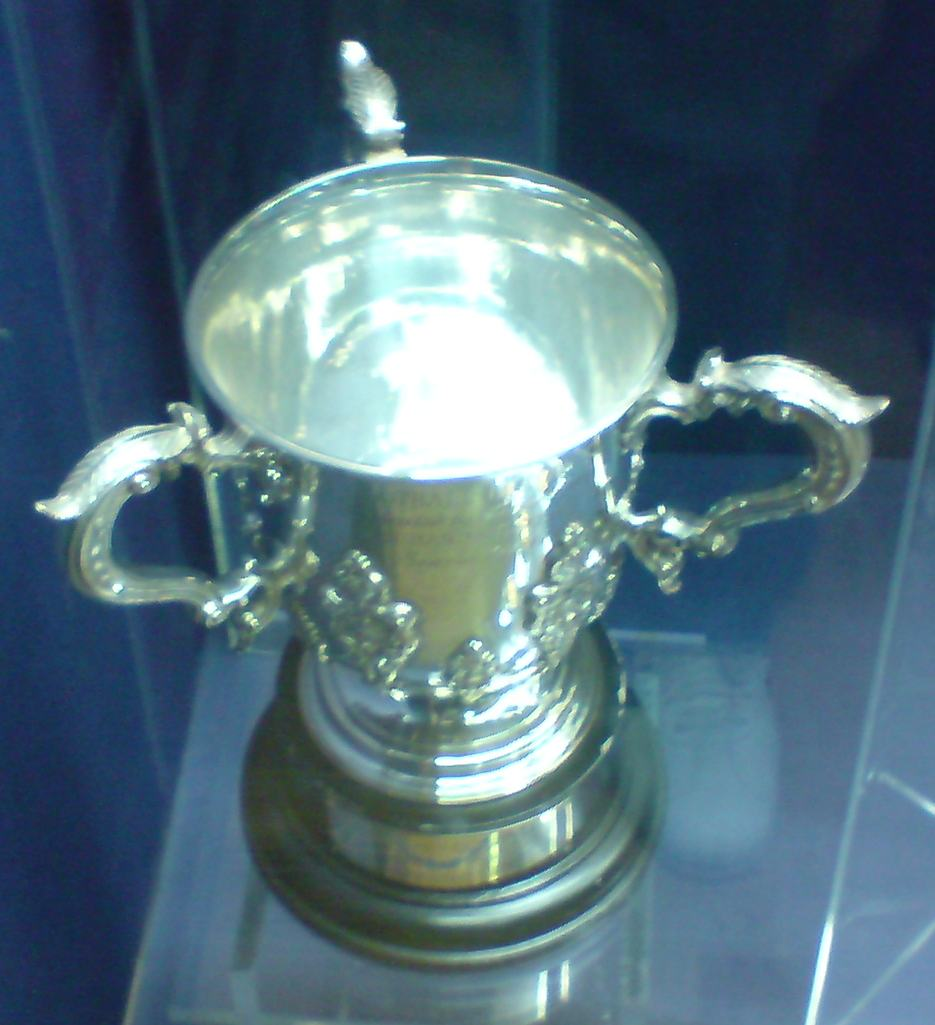
Trophée de la Coupe de la Ligue.

La première rencontre date du 27 septembre 1879 et se solde sur une victoire 1-0 de Birmingham City, alors nommé Small Heath Alliance. La première victoire d'Aston Villa intervient en FA Cup lors d'un seizième de finale de l'édition 1887-1888. Les deux clubs se retrouvent lors du championnat 1894-1895 puis de nombreuses rencontres restent en mémoire au fil du temps. 
Le 17 octobre 1925, Aston Villa mène à domicile sur le score de 3-0 à onze minutes du terme de la rencontre et Birmingham City obtient le match nul 3-3. L'année suivante, Tom Waring, inscrit trois buts dans un match qui oppose l'équipe réserve d'Aston Villa à l'équipe première de Birmingham City.
Les matchs les plus notables sont les finales aller-retour de la Coupe de la Ligue 1962-1963 qui se tiennent les 23 mai 1963 et 27 mai 1963. La confrontation prend encore plus d'ampleur du fait qu'Aston Villa reste sur une victoire 4-0 acquise deux mois auparavant. Birmingham City s'impose dans son stade au match aller sur un score de 3-0 puis obtient un match nul 0-0 lors de la finale retour. Le club glâne ainsi son premier trophée majeur d'envergure national. 
Lors du championnat 1980-1981, Aston Villa remporte les deux confrontations et termine champion d'Angleterre. À l'inverse, Birmingham City s'impose 3-0 sur son terrain lors de la première rencontre faisant suite à la victoire de son rival en Coupe des clubs champions européens 1981-1982.

### Premier League(depuis 1992)
Depuis l'instauration en 1992 de la nouvelle formule du championnat d'Angleterre, les deux clubs attendent la saison 2002-2003 pour s'y affronter. Il s'agit du premier derby disputé en première division depuis la saison 1985-1986.
Les années 2000 et 2010 sont le théâtre de violents incidents entre supporters. Une double rencontre a lieu en octobre et décembre 2010 pour le compte d'un match de championnat puis pour un quart-de-finale de Coupe de la Ligue. Le match d'octobre se solde par des bagarres sur le parvis de Villa Park et le match de décembre se distingue par des jets de projectiles à l'intérieur de l'enceinte de St Andrew's et l'attaque par des hooligans d'Aston Villa de pub fréquenté par des supporters de Birmingham City. En avril 2011, la chaîne de télévision BBC Three diffuse un reportage sur la police de Birmingham avec comme cadre le match de décembre 2010.

## Finale et course au titre
| Équipe | Champion d'Angleterre | FA Cup | Coupe de la Ligue | Community Shield | Champion d'Angleterre D2 | Champion d'Angleterre D3 | Football League Trophy | Ligue des champions | Supercoupe de l'UEFA | Coupe Intertoto |
| ------ | --------------------- | ------ | ----------------- | ---------------- | ------------------------ | ------------------------ | ---------------------- | ------------------- | -------------------- | --------------- |
| AVFC   | 7                     | 7      | 5                 | 1                | 2                        | 1                        | -                      | 1                   | 1                    | 1               |
| BCFC   | -                     | -      | 2                 | -                | 5                        | -                        | 2                      | -                   | -                    | -               |

Parmi ces titres, seul la finale de Coupe de Ligue 1963 opposent les deux clubs pour l'obtention d'un trophée. Lors des éditions 1994 et 2011, les deux clubs se rencontrent à des tours précédents la finale et le qualifié s'impose dans la compétition. Aston Villa gagne la Coupe de la Ligue 1994 après avoir sorti son rival sur un score cumulé de 2-0 en seizième de finale aller-retour. En 2011, Birmingham City remporte la Coupe contre Arsenal et fait suite à une qualification aux dépens d'Aston Villa en quart-de-finale.

## Confrontations
Le tableau suivant liste les résultats des différents derbies entre Aston Villa et Birmingham FC.

## Statistiques

### Bilan des confrontations
|                             | Matchs | Victoires de AVFC | Matchs nuls | Victoires de BCFC | Buts pour AVFC | Buts pour BCFC |
| --------------------------- | ------ | ----------------- | ----------- | ----------------- | -------------- | -------------- |
| Championnat d'Angleterre    | 102    | 42                | 28          | 32                | 157            | 136            |
| Championnat d'Angleterre D2 | 8      | 3                 | 1           | 4                 | 8              | 13             |
| FA Cup                      | 3      | 2                 | 1           | 0                 | 5              | 0              |
| Coupe de la Ligue           | 7      | 4                 | 1           | 2                 | 10             | 5              |
| Total                       | 120    | 51                | 31          | 38                | 180            | 154            |

### Meilleurs buteurs
| N° | Joueur         | Nb. de buts | Club | Période |
| 1  | Billy Walker   | 11          | AVFC |         |
| 2  | Joe Bradford   | 8           | BCFC |         |
| 3  | Tom Waring     | 7           | AVFC |         |
| 4  | John Campbell  | 5           | AVFC |         |
| 4  | John Devey     | 5           | AVFC |         |
| 4  | Johnny Crosbie | 5           | BCFC |         |
| 4  | Ken Leek       | 5           | BCFC |         |

### Série d'invincibilité
La plus longue série de victoires consécutives est établie par Aston Villa entre 2005 et 2010. Le club gagne six matchs, tous en championnat. Les deux rivaux signent également une série de cinq victoires à la suite : en championnat de 1976 à 1978 pour Birmingham City et exclusivement de matchs de championnat de D2 et de Coupe de la Ligue pour Aston Villa entre 1987 et 1993.
Aston Villa établit aussi les cinq plus longues séries d'invincibilité toutes compétitions confondues.
| Club            | Du                              | Au                            | Série               |
| Aston Villa     | 5 novembre 1887 AVFC 4-0 BCFC   | 25 février 1905 BCFC 0-3 AVFC | 13 matchs (9V - 4N) |
| Aston Villa     | 17 mars 1928 AVFC 1-1 BCFC      | 22 octobre 1932 AVFC 1-0 BCFC | 9 matchs (5V - 4N)  |
| Aston Villa     | 16 octobre 2005 BCFC 0-1 AVFC   | 31 octobre 2010 AVFC 0-0 BCFC | 7 matchs (6V - 1N)  |
| Aston Villa     | 30 avril 1949 BCFC 0-1 AVFC     | 10 avril 1957 BCFC 1-2 AVFC   | 7 matchs (3V - 4N)  |
| Aston Villa     | 21 octobre 1978 BCFC 0-1 AVFC   | 20 février 1982 BCFC 0-1 AVFC | 6 matchs (5V - 1N)  |
| Birmingham City | 16 septembre 2002 BCFC 3-0 AVFC | 20 mars 2005 BCFC 2-0 AVFC    | 6 matchs (4V - 2N)  |

## Navigation